# Hématite
L’hématite est une espèce minérale composée d’oxyde de fer(III) de formule Fe2O3 avec des traces de titane Ti, d'aluminium Al, de manganèse Mn et d'eau H2O. C'est le polymorphe α rhomboédrique de l'oxyde ferrique Fe2O3, le polymorphe γ étant la maghémite.
C’est un minéral très courant, dévoilant de nombreuses formes cristallines, de densité proche de 5,26 et de dureté avoisinant 6, de couleur noire brillante à gris argenté pour les cristaux, brun à rouge ou rouge pour les amas terreux. Les cristaux peuvent atteindre 13 cm. Il constitue la base anhydre de l'excellent minerai de fer oligiste, appelé aussi "hématite rouge". En tout ou partie hydraté, son produit d'altération se retrouve dans l'hématite brune, variété de limonite en concrétion caractéristique, qui a donné son nom au chapeau de fer, surplombant les couches et veines de minerais oxydés. 
L'hématite forme un groupe minéralogique à son nom, incluant elle-même, le corindon, l'eskolaïte, la tistarite et la karélianite.

## Historique de la description et appellations

### Inventeur et étymologie
Son existence est rapportée par Pline l'Ancien dès 77. Le nom de l’hématite est emprunté au latin haematites, lui-même emprunté du grec αἱματίτης, dérivé de αἷμα qui signifie « sang ». La poudre d’hématite était d’ailleurs utilisée comme pigment rouge.

### Topotype
Non défini pour cette espèce.

### Synonymes
- anhydroferrite[6]
- fer micacé (Brochant)[7]
- fer oxydé rouge (Haüy 1801)[8]
- fer spéculaire[9]
- hématite brune[10]
- hématite rouge[11],[12]
- hematitogelite (Tućan 1913)[13], forme colloïdale présente souvent dans la bauxite
- oligiste (fer)  (Haüy 1801) : du grec oligos = peu nombreux, pour le faible nombre de faces du cristal

## Caractéristiques physico-chimiques

### Critères de détermination
Sa légère solubilité dans l'acide chlorhydrique permet de la distinguer de l'ilménite.

### Variétés
- alumohématite : variété riche en aluminium de formule idéale : (Fe,Al)2O3
- crucilite ou crucite (Thomson 1835) : pseudomorphose d'arsénopyrite en hématite ou en goethite décrite d'après des échantillons de Clonmel, comté Waterford, Irlande ; l'aspect cruciforme des cristaux a inspiré le nom[14] ;
- mine de fer spéculaire ou fer spéculaire ou  spécularite : variété d'habitus tabulaires à faces lisses, utilisables comme miroirs ; dérivant d'un mot grec signifiant « je regarde attentivement », le latin specere « regarder » a donné speculum (miroir)[15]
- martite (Breithaupt) : pseudomorphoses de magnétite en hématite[16]
- rose de fer : variété d'habitus qui désigne l'assemblage de plusieurs cristaux tabulaires qui rappelle l'aspect d'une rose[17].

### Cristallochimie
L’hématite est le chef de file d’un groupe avec le corindon, le groupe du corindon-hématite, contenant des matériaux ayant tous la même structure cristalline et une formule générale du type A2O3 où A peut être un cation tel que le fer, le titane, l'aluminium, le chrome, le vanadium, la magnésium, l'antimoine, le sodium, le zinc et/ou le manganèse.

#### Groupe corindon-hématite
- Corindon Al2O3
- Hématite Fe2O3
- Eskolaïte Cr2O3
- Karélianite V2O3
- Tistarite Ti2O3
- Sous-groupe de l'ilménite
  - Brizziite
  - Ecandrewsite
  - Geikielite
  - Ilménite
  - Melanostibite
  - Pyrophanite

### Cristallographie
L'hématite a une structure notée D51 en notation Strukturbericht. C'est une structure rhomboédrique, de groupe d'espace R3c (no 167). Un motif est composé de deux pentaèdres Fe2O3 inversés qui se répètent aux nœuds du rhomboèdre. Ses paramètres de maille sont :
- a = 5,43 Å ;
- α = 55,26° = 55°16’.

Les ions O2− forment un réseau hexagonal compact, avec donc une alternance de plans A-B ; les ions Fe3+ occupent les deux-tiers des sites interstitiels octaédriques, avec trois types de plans a, b et c en alternance. On a donc une alternance A-a-b-B-c-a-A-b-c-B-a-b-A-c-a-B-b-c-A-a…
Les paramètres de maille dans cette description hexagonale sont :
- a = 5,04 Å ;
- c = 13,78 Å.

Par rapport à la description précédente, la distance entre les plans de O2− des pentaèdres est c/2.

Structure D51, description rhomboédrique.
Structure D51, description hexagonale.
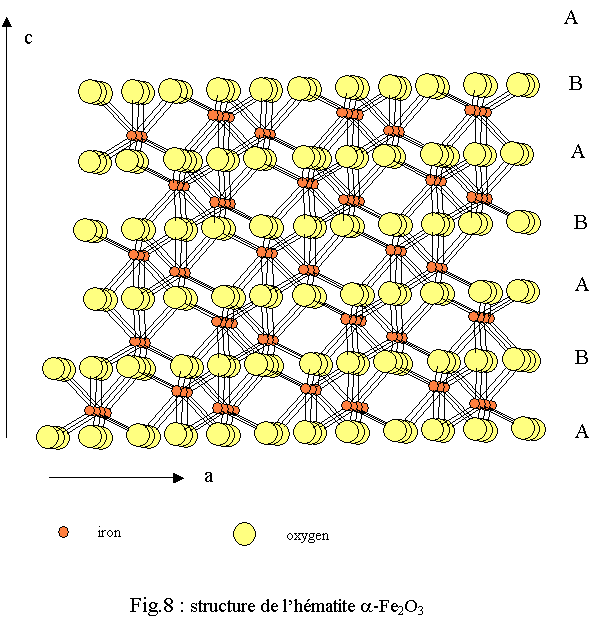
Autre vue

## Gîtes et gisements

### Gîtolologie et minéraux associés
Minéral très commun dans des contextes géologiques très variés. D'origine primaire, formé à haute température. Produit de fumerolles, il peut donner des concentrations dans des gîtes de contact. Il peut être un élément des roches éruptives. Parfois en dépôt important avec limonite et sidérite dans les roches sédimentaires.
Les minéraux qui lui sont souvent associés sont :
- Dans les roches métamorphiques et ignées : magnétite, ilménite, rutile
- Dans les zones sédimentaires : goethite, lépidocrocite, sidérite

### Gisements producteurs de spécimens remarquables
- Brésil

Miguel Burnier (São Julião), Ouro Preto, Minas Gerais; Variété Rose de fer
- France

Mines de Batère (Corsavy, Arles-sur-Tech), Pyrénées-Orientales, Languedoc-Roussillon
Faucogney-Saphoz, Haute-Saône, Franche-Comté,
Mines de Rancié (Ariège)
- Italie

Bacino, Miniera di Rio (Miniera di Rio Marina), Rio Marina, île d'Elbe, Toscane, Italie

### Hématite sur Mars
On a trouvé, sur la planète Mars, en 2004, des sphères qui pourraient être intégralement ou en partie composées d'hématite. L'hématite se forme habituellement par l'action érosive de l'eau, ce qui suppose la présence, à une époque, d'eau sur Mars.

## Exploitation des gisements
Utilisations

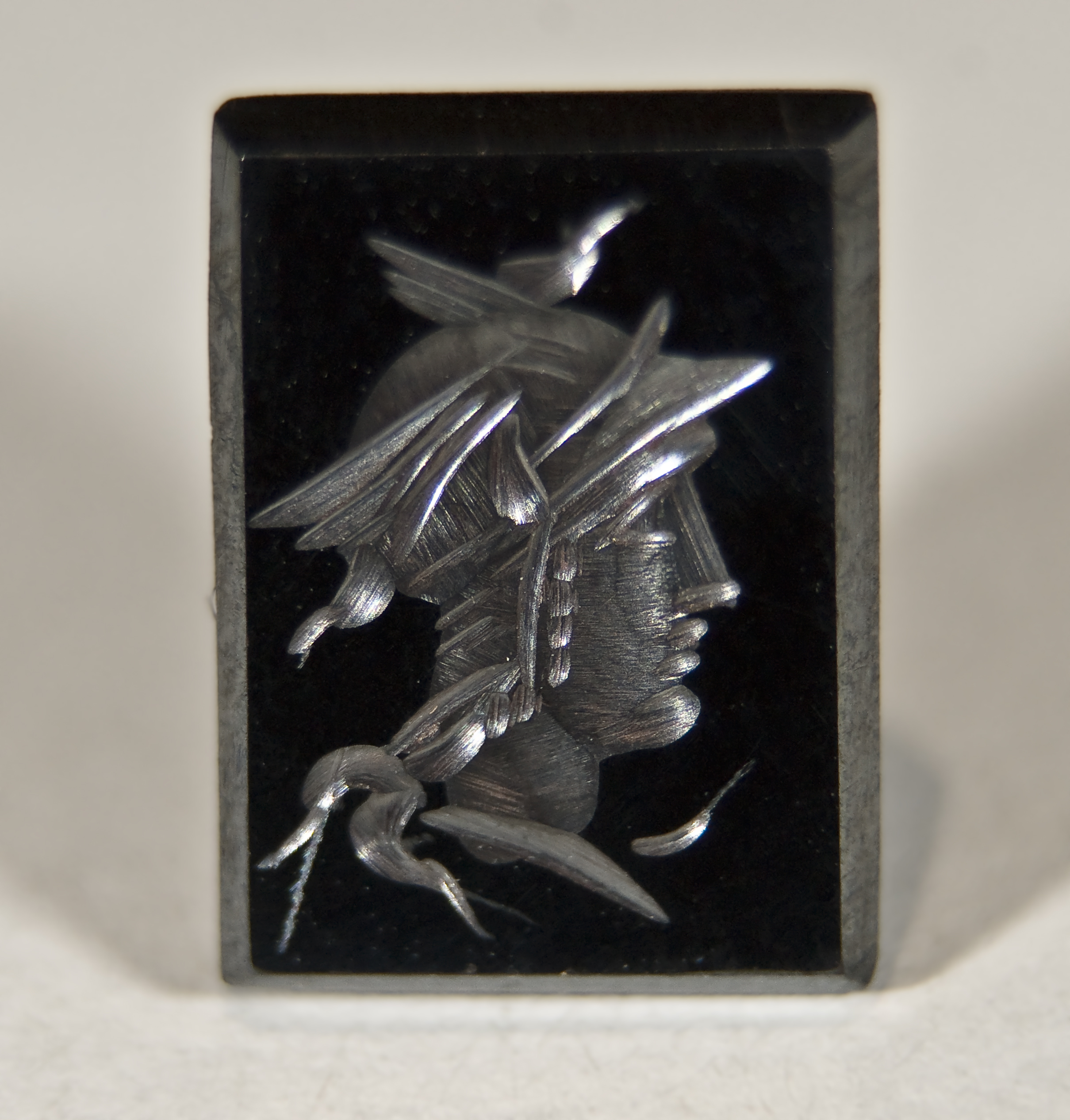
Hématite - intaille, travail du XIXe siècle.

L'hématite est le minerai de fer le plus abondant.
- Elle fait partie des minéraux pouvant être utilisés pour fabriquer du Tamahagane.
- Elle peut être utilisée comme granulats (taille comprise entre 0 et 25 mm) dans les bétons dits lourds, destinés à la fabrication de contrepoids et d'écrans de protection anti-radiations.
- Broyée finement, elle peut servir de pigment et entre dans la composition d'émaux et d'engobes pour la céramique.
- Certaines pierres peuvent être taillées comme pierres fines.
- On la trouve notamment – sous forme de fines particules – dans le déchet métallurgique de l'industrie aluminière (boue rouge).

## Histoire, usages de l'hématite

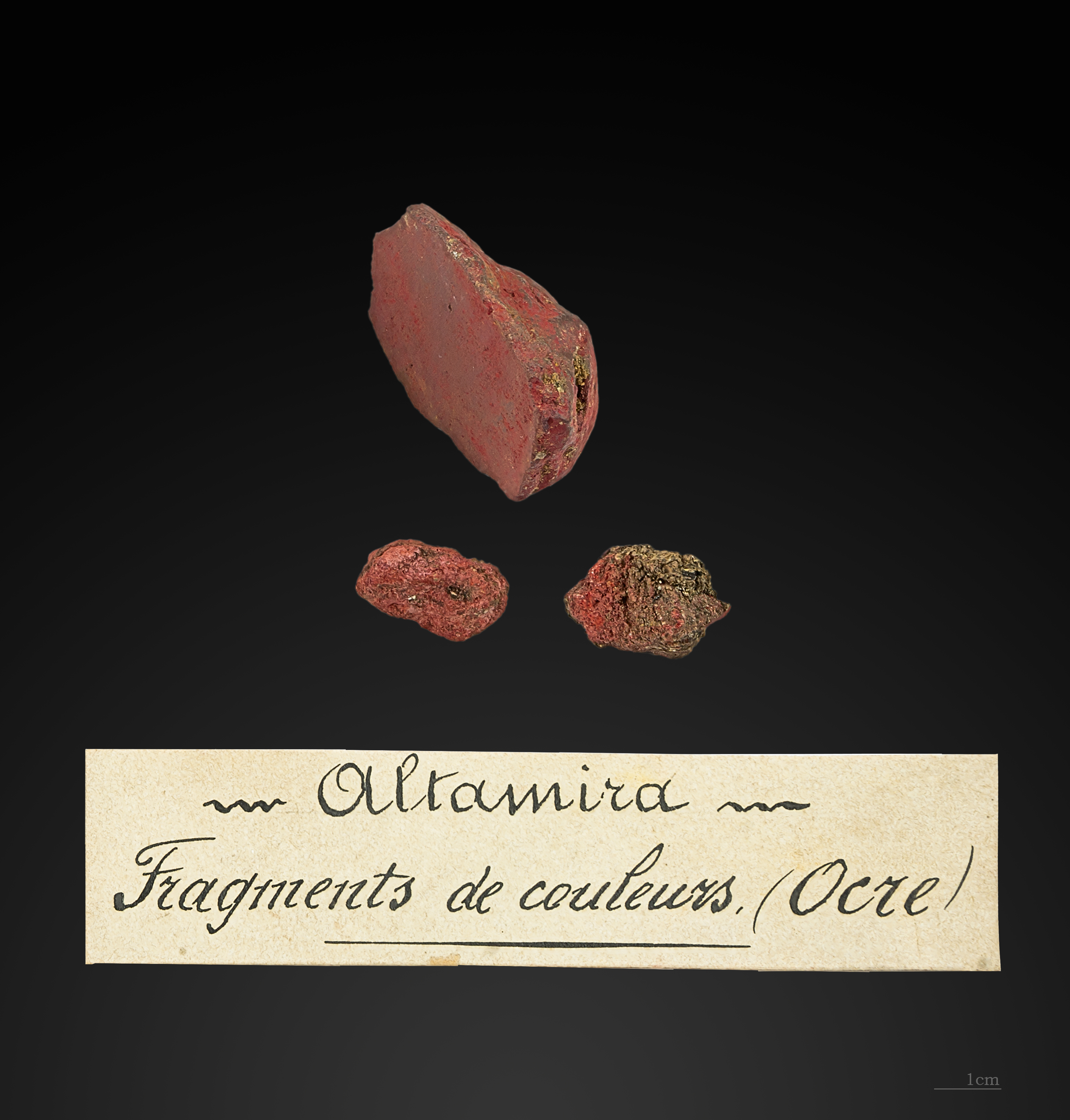
Altamira, Hématite ayant servi de pigment. Muséum de Toulouse

L'hématite a été utilisée comme pigment (rouge) dès le Paléolithique moyen, en Afrique et peut-être en Asie mais aussi en Europe (site du Belvédère à Maastricht, Pays-Bas) par nos ancêtres Homo sapiens. Au Paléolithique supérieur elle est pulvérisée puis mélangée à l'eau ou (plus rarement) aux huiles végétales et animales, et appliquée sur la roche des murs pour dessiner et peindre les grottes et cavités. Elle était aussi appliquée sur les objets, dont probablement les vêtements mais aussi les outils et armes.
Dans l'Égypte ancienne, l'hématite était considérée comme ayant le pouvoir de guérir les maladies du sang : ce minéral composé principalement de fer a la particularité de teinter l'eau en rouge et les Égyptiens pensaient qu'il favorisait la production de sang.
Elle a été utilisée dans l'Antiquité - comme le plomb (sous forme de céruse, toxique) - dans certains cosmétiques (« fards, de « bâton à lèvres » (ancêtre du rouge à lèvres) enduits de peinture à base d’hématite »), dont en Afrique du Nord et dans l'Égypte antique prédynastique
L'hématite était aussi utilisée chez les Mayas, par exemple dans le masque de Pakal.
L'hématite est devenue le plus important minerai de fer (pour la production de fontes, aciers, alliages).
Plus récemment, elle est  utilisée dans les fluides de forage (boues lourdes, pour forer, colmater ou « tuer » les puits HP/HT (haute température, haute pression) notamment.
L'hématite est utilisée aussi pour le brunissage des dorures au mercure et comme patine liquide à froid qui permet de vieillir l'acier : elle lui donne un aspect noir bleuté et donne de la profondeur à la surface.
Les solutions de brunissage à froid pour l'acier sont surnommées "hématite"  quelquefois dans le jargon des ferronniers, antiquaires etc. mais ne sont pas constituées d'hématite. Elles créent par un jeu de réactions d'oxydo-réduction un ton métallique sombre à la surface rappelant celui de l'hématite, également qualifié de "canon de fusil" (en référence au brunissage à chaud des canons d'armes), et de nombreuses variantes chromatiques sont possibles selon la composition chimique de la solution de brunissage et le mode d'application ainsi que d'autres paramètres (température, acidité, temps de réaction, temps de séchage, nombre de couches, essuyage ou non, application d'un neutralisant spécial pour éviter la corrosion ultérieure ...).

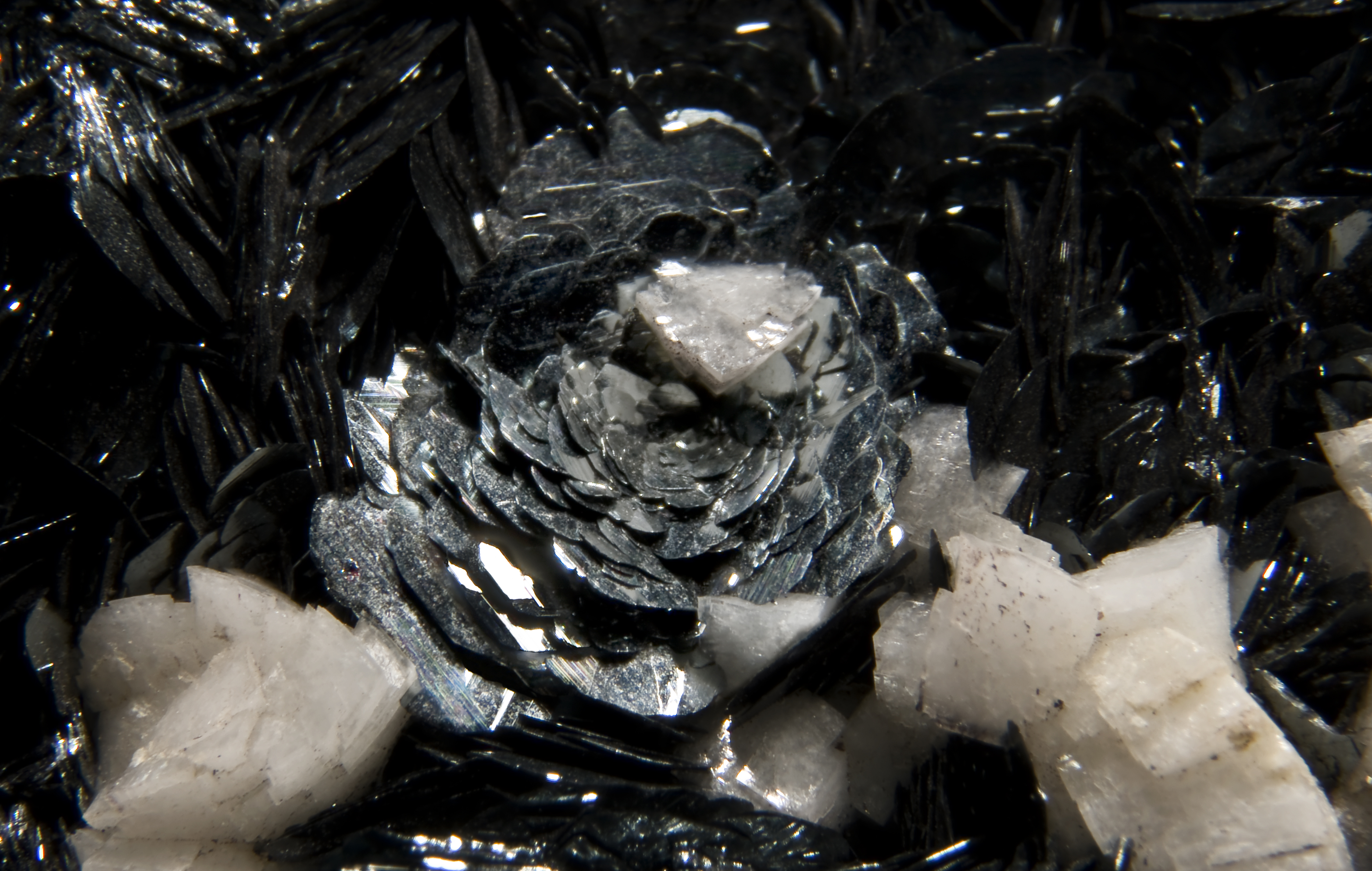
Hématite « Rose de Fer » - Batère France
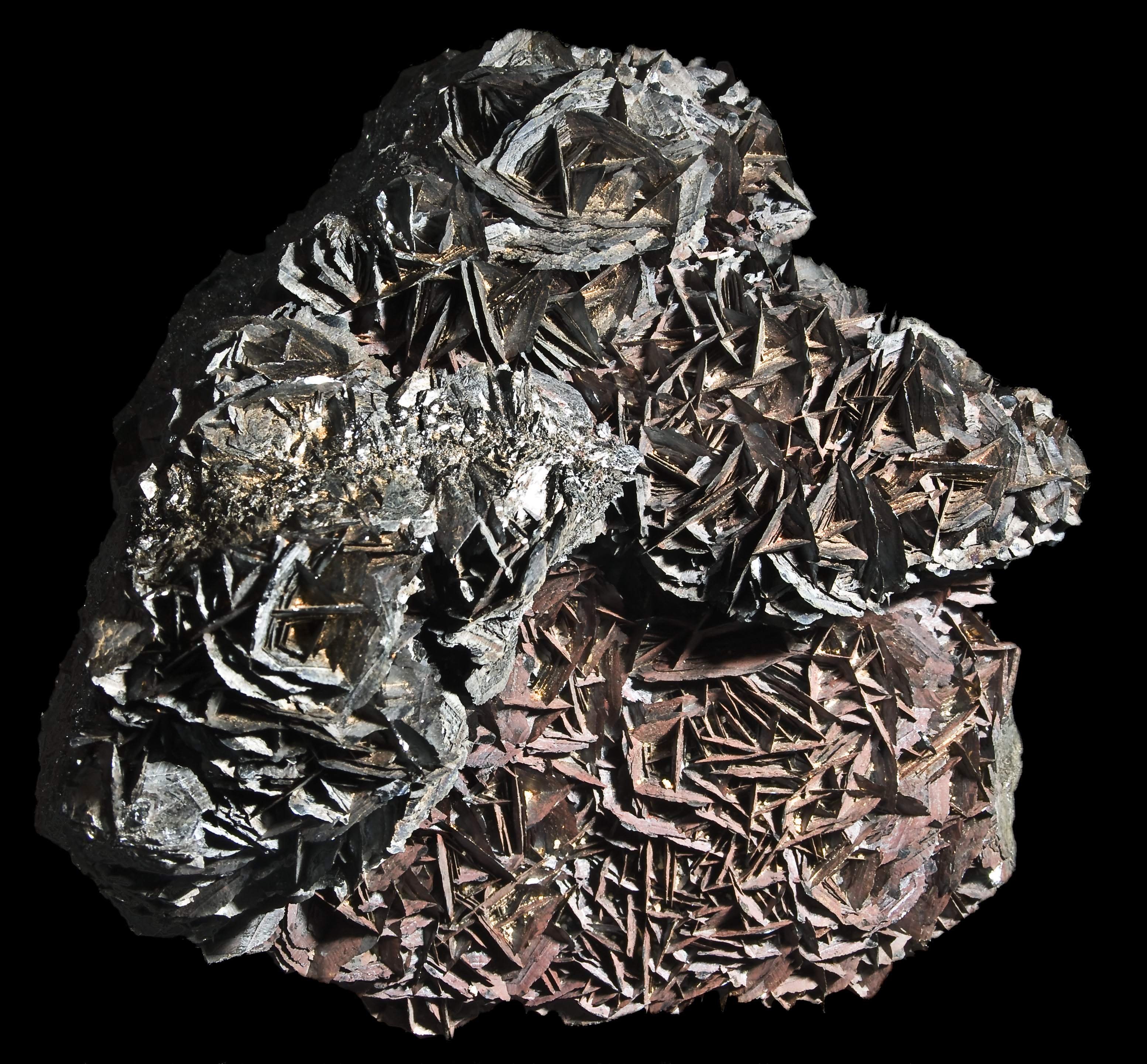
Faucogney-Saphoz - France (12×11 cm)
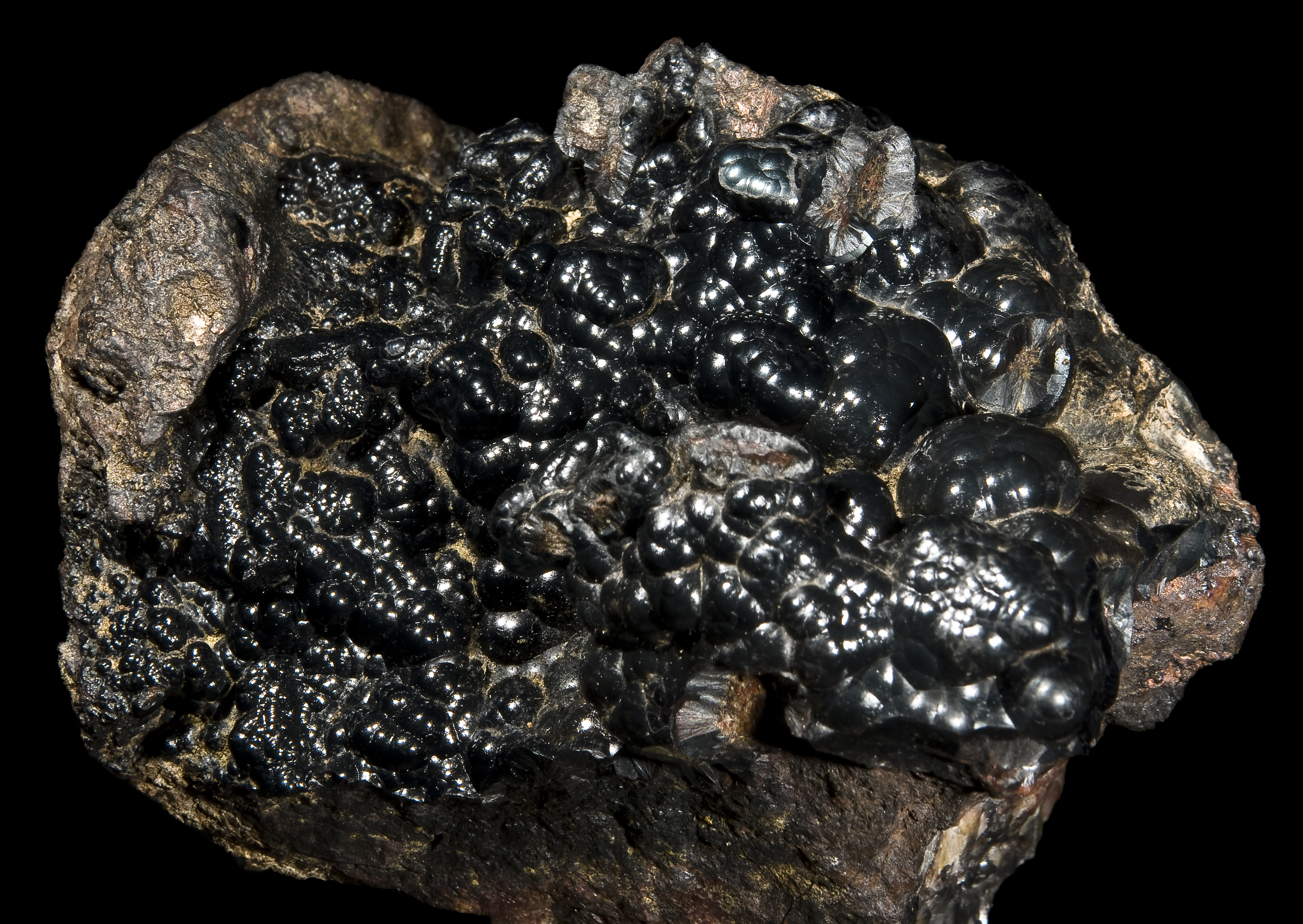
Variété botryoïdale (en forme de grappe de raisin) - Mine du Rancié, Ariège, France (9×6,5 cm)
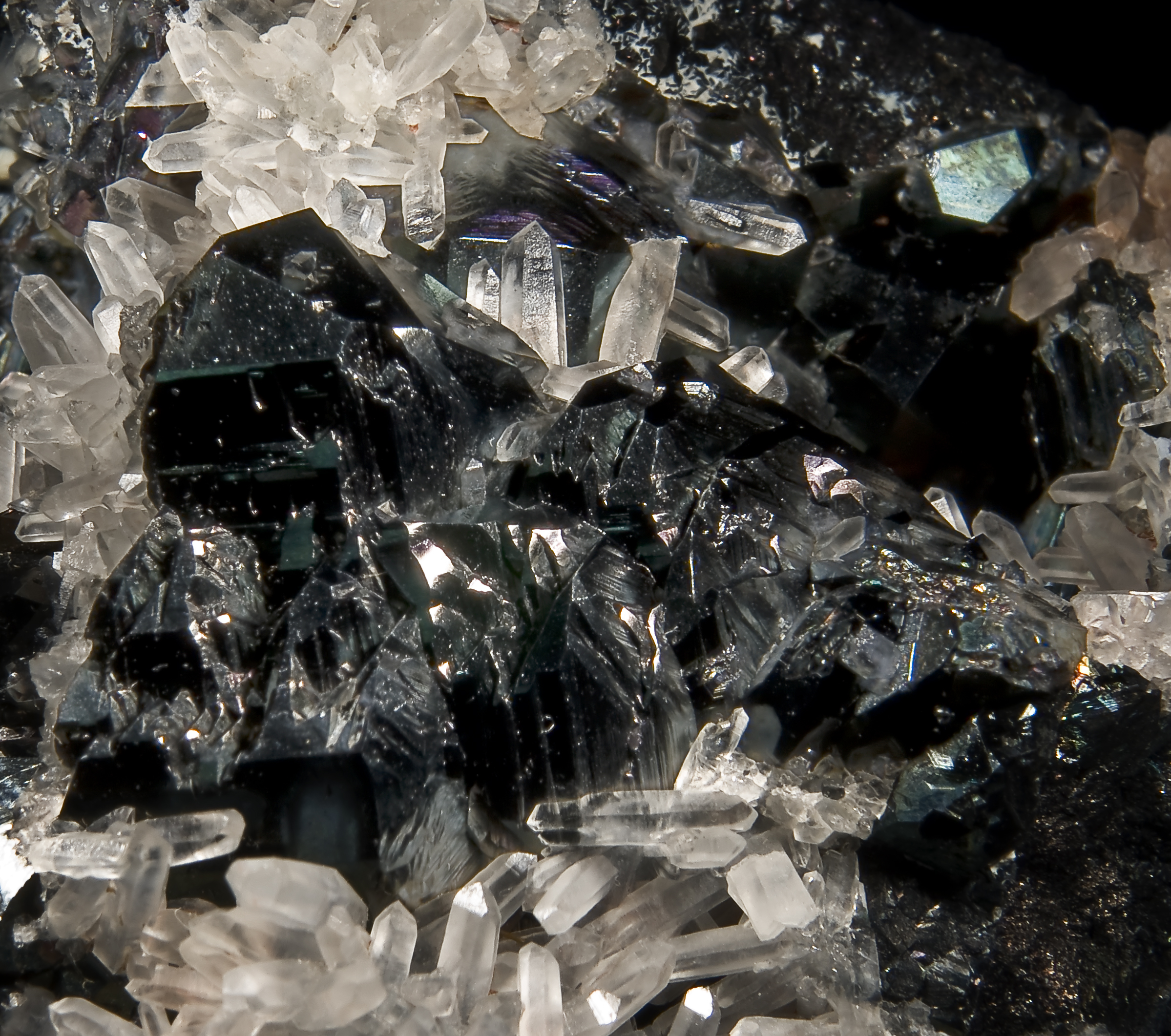
Hématite (Spécularite) - Île d'Elbe, Italie (vue 4 cm)